# ایگویتس گارسیا
ایگویتس گارسیا (اسپانیایی: Egoitz García‎؛ زادهٔ ۳۱ مارس ۱۹۸۶) دوچرخه‌سوار اهل اسپانیا است. وی مسابقات تور دو فرانس شرکت کرده است.